# آساگایا

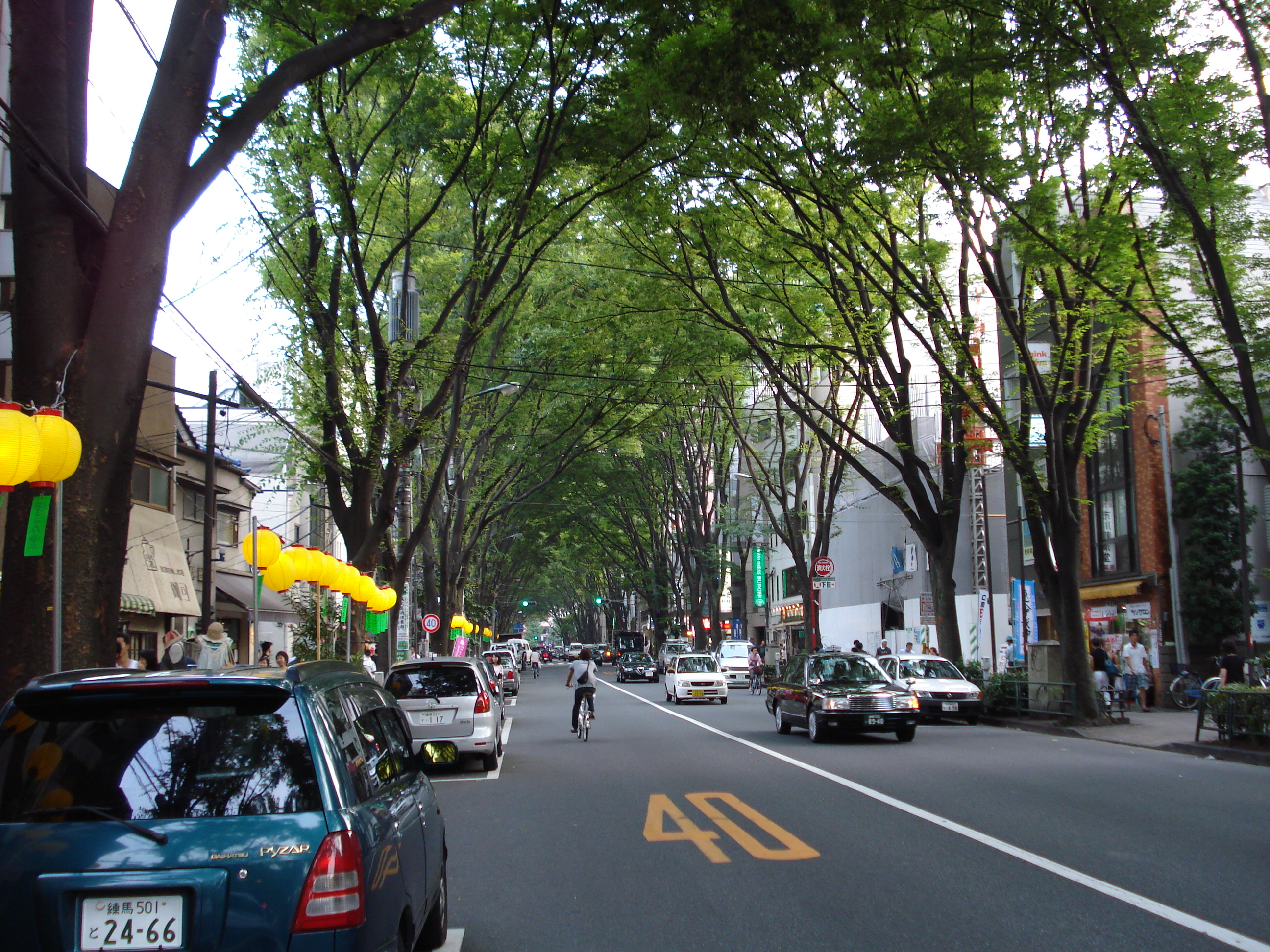

آساگایا (به ژاپنی: 阿佐ヶ谷 Asagaya)، یک منطقه مسکونی در توکیو واقع در بخش سوگینامی-کو، توکیو (یکی از ۲۳ بخش یا محله توکیو) در غرب شینجوکو-کو، توکیو است. دسترسی اصلی به آساگایا از طریق خط چوئو–سوبو، ۱۲ دقیقه با قطار از ایستگاه شینجوکو است.